# Lissodendoryx albemarlensis
Espèce
Lissodendoryx albemarlensis est une espèce d'éponges de la famille des Coelosphaeridae.

## Distribution
L'espèce est décrite des îles Galápagos, dans l'Océan Pacifique.

## Taxinomie
L'espèce Lissodendoryx albemarlensis est décrite en 1997 par Ruth Desqueyroux-Faúndez et Rob W. M. van Soest.